# Fredrik Bajer
Fredrik Bajer (født 21. april 1837 i Vester Egede ved Næstved, død 22. januar 1922 i København) var en dansk officer, forfatter, lærer og pacifistisk politiker, der sammen med svenskeren Klas Pontus Arnoldson modtog Nobels Fredspris i 1908.
Fredrik Bajer var søn af præsten Alfred Bajer (1807-1880) og Cecilie Louise Crone (1815-1900), forældrene blev gift i 1836, og Fredrik var den ældste af en søskendeflok på fire. Ved fødslen stod navnet i kirkebogen som: Fredrik Beÿer.
Fredrik Bajer var elev på Sorø Akademi fra 1848 til 1854, men kort før studentereksamen gik han ud af skolen for at få en officersuddannelse. Han deltog som løjtnant i krigen 1864 mod Preussen og Østrig og blev premierløjtnant. I 1865 trådte han ud af hæren for at engagere sig i fredsarbejdet. Han slog sig ned i København, hvor han ernærede sig og sin familie som lærer, oversætter og forfatter.
I 1867 indtrådte Bajer i Frédéric Passys Internationale Fredsliga og arbejdede for denne i Skandinavien.
I 1872 blev Bajer valgt til Folketinget for Det forenede Venstre, hvor han havde sæde indtil 1895. I det politiske arbejde var han især aktiv i sociale og ligestillingsspørgsmål. Han gik desuden ind for forholdstalsvalg, frihandel og for et militsforsvar i stedet for den traditionelle hær.
Fredrik Bajer og hans ægtefælle, kvindesagsforkæmperen Matilde Bajer kørte et tæt politisk parløb. Matilde Bajer var blandt medstifterne Dansk Kvindesamfund i 1871 og dets første formand.
Fredrik Bajer var stifter af Nordens Fristats-Samfund og redaktør af dettes blad Folkevennen 1877-1879.[kilde mangler]
Fredrik Bajer var ophavsmand til et omfattende forfatterskab om voldgift og liberalt fredsarbejde.
I 1882 stiftede Bajer Foreningen til Danmarks Nevtralisering, senere kaldet Dansk Fredsforening, som han var formand for fra 1884 til 1892.
I 1891 var Bajer medinitiativtager til Det internationale Fredskontor med hovedkvarter i Bern, som han var præsident for indtil 1907, derefter ærespræsident. Han deltog i fredskongresserne i Den Internationale Liga for Fred og Frihed, i de nationale skandinaviske fredskongresser og i næsten alle verdensfredskongresser.
Da han modtog Nobels fredspris udtrykte han kritik af fredsbevægelsernes mangelfulde organisation. Da 1. verdenskrig brød ud i 1914 og dermed skuffede de idealer, han havde arbejdet for, var han ikke længere aktiv i fredsarbejdet.
Hans efterladte papirer findes i Det Kongelige Bibliotek og en del breve i Kungliga Biblioteket, Stockholm.
Han er begravet på Bispebjerg Kirkegård. Danske fredsorganisationer og danske kvindeorganisationer rejste 1923 i Fælledparken et af billedhuggeren Einar Utzon-Frank udført mindesmærke for Fredrik og Mathilde Bajer. Mindesmærket er siden flyttet til Amorparken lige ved Fredrik Bajers Plads, som i 1935 blev opkaldt efter ham.
Han er portrætteret på gruppebillede af Niels Simonsen af officerer ved Næstved Garnison (Frederiksborgmuseet) og på gruppebillede af Marie Luplau: Fra Kvindevalgretskampens Tid (i Folketinget), tegning af Erick Struckmann (sst.), buste af Rasmus Andersen 1918 og relief af Carl Mortensen (sst.). Maleri af Tycho Jessen 1918 i privateje. Træsnit fra perioden 1883-1907.
Fredrik Bajers Livserindringer udkom i 1909.

## Forfatterskab
- Bøger af Fredrik Bajer, digitaliseret af Det Kongelige Bibliotek:

- Hvilket Forhold imellem Stat, Kirke og Skole fremmer bedst sand Frihed, Tro og Oplysning i Folket?, Bidrag til Svar. 1868. Link til digitaliseret udgave Arkiveret 21. juni 2015 hos  Wayback Machine
- Kort vejledning ved foredrag over samfundshushåldning (politisk ekonomi) til brug ved folkehöjskoler (tildels efter F. Bastiats "Harmonies économiques"). 1870. Link til digitaliseret udgave Arkiveret 5. marts 2016 hos  Wayback Machine
- Klara-Rafael-Fejden, Med et Digt "Matilde Fibiger" af Benedicte Arnesen-Kall. 1879. Link til digitaliseret udgave Arkiveret 5. marts 2016 hos  Wayback Machine
- Immanuel Kant: Den evige Fred, oversat og forøget med oplysninger af Fredrik Bajer . 1888. Link til digitaliseret udgave Arkiveret 21. juni 2015 hos  Wayback Machine
- Skuespilleren som Konge, Novelle. 1891. Link til digitaliseret udgave Arkiveret 5. marts 2016 hos  Wayback Machine
- Fredsvennernes Krigsplan. 1891. Link til digitaliseret udgave Arkiveret 5. marts 2016 hos  Wayback Machine
- Verdensfredsmødernes meninger på grundlag af de i Paris 1889, London 1890 og Rom 1891 vedtagne beslutninger. 1892. Link til digitaliseret udgave Arkiveret 21. juni 2015 hos  Wayback Machine
- Om Årsager til krig og voldgift i Evropa siden år 1800, 2. gennemsete udg. 1897. Link til digitaliseret udgave Arkiveret 21. juni 2015 hos  Wayback Machine
- Ideen til Nordens særlig Danmarks vedvarende Nevtralitet, dens oprindelse og udvikling i kort overblik. 1900. Link til digitaliseret udgave Arkiveret 21. juni 2015 hos  Wayback Machine